# 飯塚勇太
飯塚 勇太 (いいづか ゆうた、1990年3月) は、株式会社サイバーエージェントの専務執行役員で、ライフスタイルビューティーブランドN organicを運営する株式会社シロク、マッチングアプリタップルを運営する株式会社タップル、株式会社CAMの3社の代表取締役を務める。

## 略歴
1990年3月神奈川県生まれ。慶應義塾大学経済学部卒業。
学生時代に写真SNS「My365」を立ち上げ、2011年子会社としてシロクを設立、代表取締役社長に就任。
2012年サイバーエージェント入社。2014年、24歳で当時の最年少執行役員に就任。2018年12月よりCAM代表取締役社長を兼任。
2020年3月よりタップルの代表取締役社長に就任。同年10月、30歳でサイバーエージェント専務執行役員就任。

## 経歴
2011年11月 - （株）シロク設立、代表取締役就任
2012年4月 - （株）サイバーエージェント 入社
2014年10月  - （株）サイバーエージェント 執行役員就任
2018年10月 - （株）CAM代表取締役就任
2020年3月  - （株）タップル代表取締役就任
2020年12月 -（株）サイバーエージェント  専務執行役員